# Bondeprotesterna i Indien 2020
Bondeprotesterna i Indien 2020 är en pågående protest mot tre nyantagna federala jordbrukslagar som antogs av Indiens parlament i september 2020 och som godkändes av Indiens president den 27 september 2020. Över femtio bondefackföreningar har protesterat. Dessutom har transportfacken, som representerar över 14 miljoner lastbilsförare, hotat att stoppa leveranserna i flera delstater i norra Indien.. Den 26 november ägde en rikstäckande generalstrejk rum med uppskattningsvis 250 miljoner deltagare. 

## Bakgrund
De nya lagarna antogs i Lok Sabha, Indiens ena kammare, och i Rajya Sabha, Indiens delstatliga kammare, den 17:e respektive den 20 september 2020. Indiens premiärminister, Narendra Modi, godkände lagarna den 27 september 2020. Lagarna har beskrivits som "anti-bondelagar" av många bondefackföreningar liksom av politiker från oppositionen. Dessa kritiker menar att bönderna hamnar i en underordnad position gentemot de stora företagen. Att lagarna utformats specifikt för att passa de storföretag som försöker dominera den indiska livsmedels- och jordbrukssektorn.  Regeringen, med presidenten i spetsen, försvarar dock lagarna och hävdar att det kommer att bli enklare för jordbrukare att sälja sina produkter direkt till stora uppköpare.

## Protesternas utveckling
Strax efter det att de nya lagarna införts tog fackföreningarna initiativ till lokala protester, mestadels i Punjab. Efter två månaders protester gick flera fackföreningar, särskilt från Punjab, Rajasthan och Haryana, ihop i en ny rörelse med namnet 'Dilli Chalo' (övers. Låt oss åka till Delhi). I dess namn marscherade tiotusentals personer mot landets huvudstad. Den indiska regeringen beordrade polisen att attackera demonstranterna med hjälp av vattenkanoner, batonger och tårgas i syfte att förhindra dessa från att komma in i Haryana först och sedan Delhi. Den 26 november ägde en rikstäckande generalstrejk rum. Omkring 250 miljoner uppges ha deltagit i den mycket storskaliga protesten och visat sin support med bondefacken och dess krav.

### Omkomna
Fram till den 30 december 2020 uppges drygt 50 bönder ha omkommit i samband med demonstrationerna. Tre av dessa bönder begick självmord, i protest mot regeringens politik.

## Medverkande bondefack
Under ledning och koordination av institutioner som Samyukt Kisan Morcha och All India Kisan Sangharsh Coordination Committee medverkar dessa bondefackliga organisationer i protesterna:
- Bharatiya Kisan Union
- Jai Kisan Andolan
- All India Kisan Sabha
- [Karnataka Rajya Raitha Sanghs
- National Alliance of People's Movements|National Alliance for People's Movements
- Lok Sangharsh Morch]
- All India Krishak Khet Majdoor Sangathan|All India Kisan Khet Majdoor Sangathan
- Kissan Mazdoor Sangharsh Committee
- Rashtriya Kisan Majdoor Sangathan
- All India Kisan Mazdoor Sabha
- Krantikari Kisan Union
- ASHA-Kisan Swaraj
- Lok Sangharsh Morcha
- All India Kisan Mahasabha
- Punjab Kisan Union
- Swabhimani Shetkari Sanghatana
- Sangtin Kisan Mazdoor Sanghatan
- Jamhoori Kisan Sabha
- Kisan Sangharsh Samiti
- Terai Kisan Sabha

### Bondefackens krav
Bondefackens krav inkluderar:
- Sammankallning av en särskild parlamentssession för att upphäva jordbrukslagarna.[15]
- Att principen om lägsta stödpris (MSP)och statlig upphandling av grödor blir en laglig rätt.[16]
- Att det konventionella, hittillsvarande, upphandlingssystemet inte avskaffas.[17]
- Att dieselpriserna för jordbruk sänks med 50 procent.[18]
- Att de bönder och jordbruksledare som arresterats under protesterna friges.[19]

## Internationella reaktioner
- Australien: I flera av Australiens städer, inklusive Melbourne, Adelaide, Perth, Canberra och Sydney, har stödaktioner ägt rum. Flera australiska Labour-politiker, däribland Rob Mitchell och Russell Wortley, har också uttryckt stöd för bondefacken.[20]
- Kanada: Kanadas premiärminister Justin Trudeau har uttryckt oro efter rapporter om misshandel av demonstranter.[21]